# Aitken (cràter)

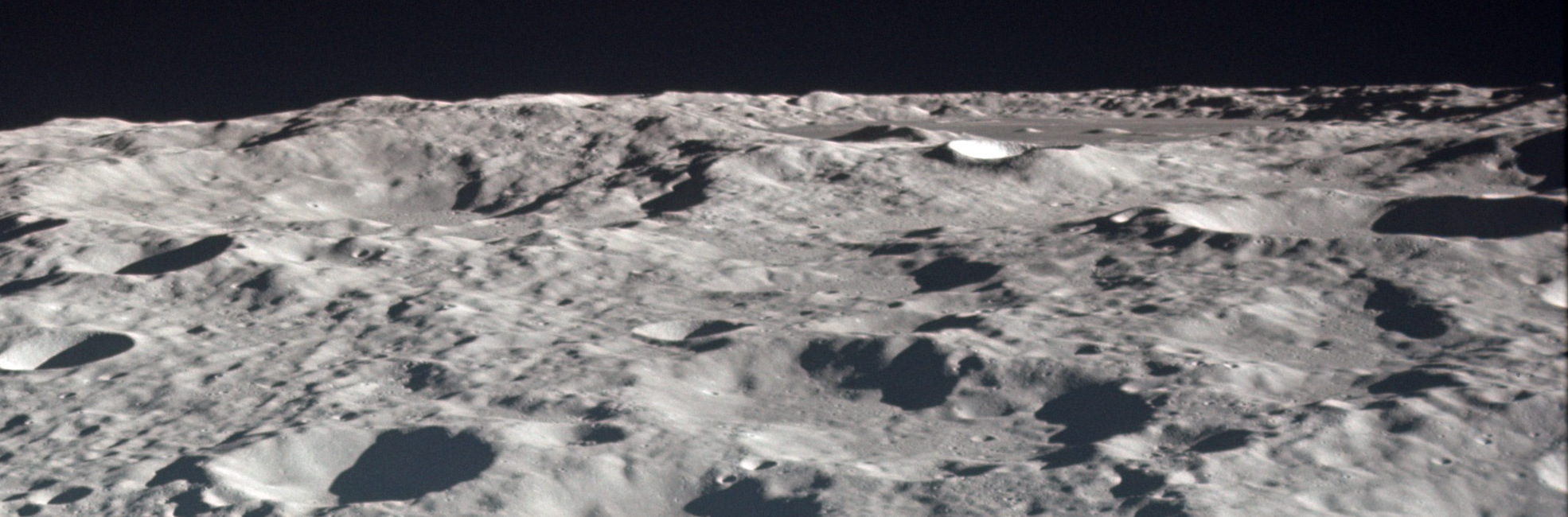
Fotografia de la missió Apol·lo 11

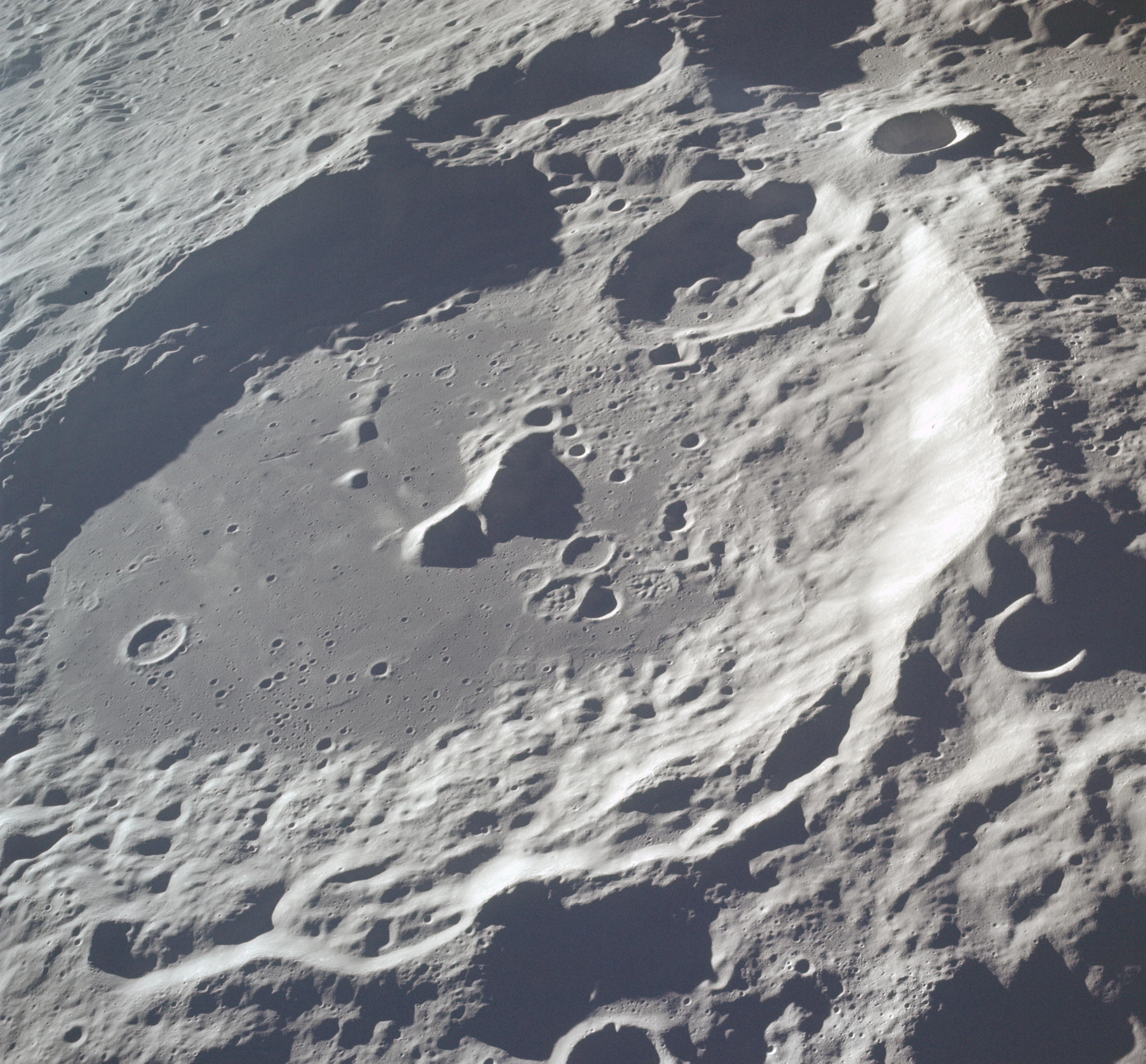
Vista obliqua, també des de l'Apol·lo 17

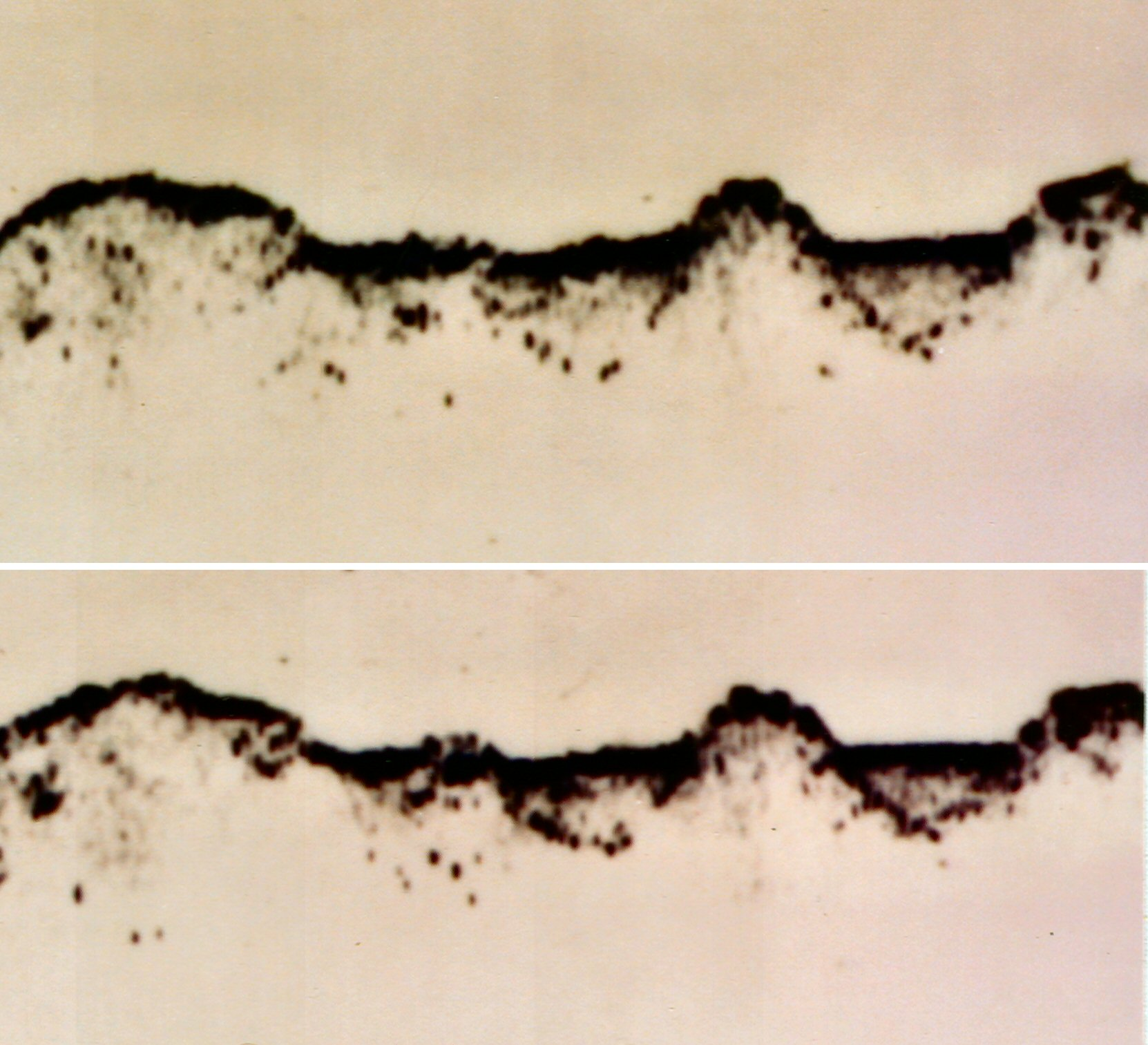
Seccions transversals del centre del cràter Aitken obtingudes mitjançant escombratges de radar

Aitken és un gran cràter d'impacte que pertany a la cara oculta de la Lluna. Està situat al sud-est del cràter Heaviside i al nord de Van de Graaff, un cràter d'aspecte inusual. Unit a la vora sud-oest es troba Vertregt. Al sud-est apareix el cràter Bergstrand, més petit.
La paret interna d'Aitken apareix terraplenada, i varia notablement en amplària, amb la part més estreta al sud-oest. El cràter Aitken Z es troba en la paret nord interior. Just al nord de la vora hi és el petit cràter Aitken A, que està envoltat per un mantell de material ejectat, d'albedo més clar. El sòl interior va ressorgir en el passat per l'afluència de fluxos de lava més fosca, especialment en la meitat sud. També presenta diversos petits impactes de cràter en el sector est de la plataforma interior, una línia central d'arcs just a l'est del punt central i una línia de crestes més petites en la meitat occidental.
Aquest cràter es troba en la vora nord de la immensa Conca Aitken, que va rebre el seu nom d'aquest cràter i del pol sud de la Lluna, els dos punts extrems d'aquest element.
Aitken era un objectiu d'observació de la missió Apol·lo 17 a causa que l'òrbita del mòdul de comandament i servei passava directament sobre ell.
El cràter va ser designat així en memòria de Robert Grant Aitken, un astrònom nord-americà que es va especialitzar en sistemes estel·lars binaris.

## Cràters satèl·lit
Per convenció aquests elements són identificats en els mapes lunars posant la lletra en el costat del punt central del cràter que està més proper a Aitken.
|        | \| Aitken \| Coordenades \| Diàmetre \| \| ------ \| -------------------------------------- \| -------- \| \| A \| 14° 00′ S, 173° 42′ E / 14.0°S,173.7°E \| 13 km \| \| C \| 14° 00′ S, 175° 48′ E / 14.0°S,175.8°E \| 74 km \| \| G \| 16° 48′ S, 174° 12′ E / 16.8°S,174.2°E \| 7 km \| \| N \| 17° 42′ S, 172° 42′ E / 17.7°S,172.7°E \| 7 km \| \| Y \| 12° 00′ S, 173° 12′ E / 12.0°S,173.2°E \| 35 km \| \| Z \| 15° 06′ S, 173° 18′ E / 15.1°S,173.3°E \| 33 km \| |          |
| Aitken | Coordenades | Diàmetre |
| A      | 14° 00′ S, 173° 42′ E / 14.0°S,173.7°E | 13 km    |
| C      | 14° 00′ S, 175° 48′ E / 14.0°S,175.8°E | 74 km    |
| G      | 16° 48′ S, 174° 12′ E / 16.8°S,174.2°E | 7 km     |
| N      | 17° 42′ S, 172° 42′ E / 17.7°S,172.7°E | 7 km     |
| Y      | 12° 00′ S, 173° 12′ E / 12.0°S,173.2°E | 35 km    |
| Z      | 15° 06′ S, 173° 18′ E / 15.1°S,173.3°E | 33 km    |

## Referències

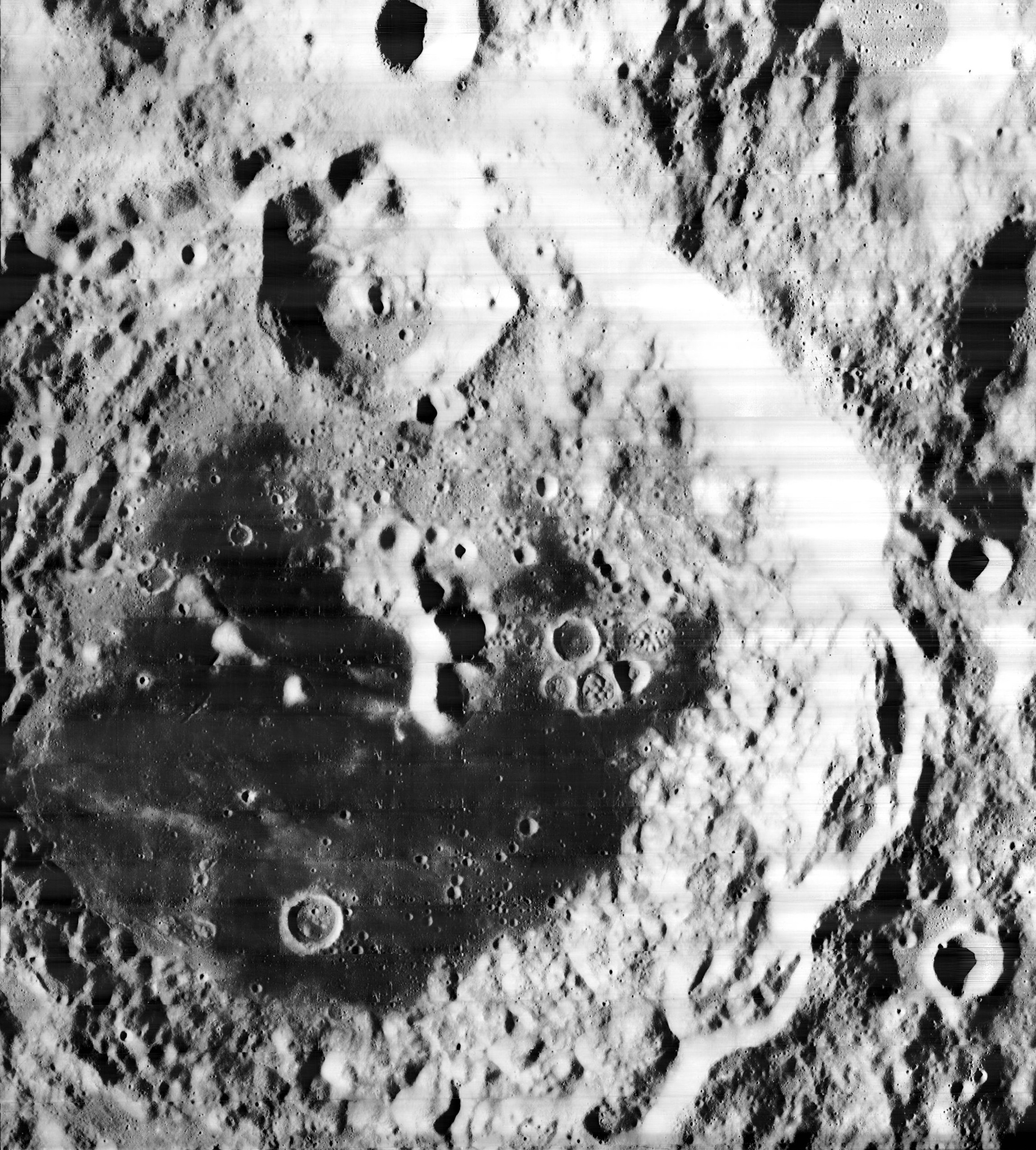
Imatge de la missió Lunar Orbiter 2 de gran part de Aitken

### Altres referències
- (WGPSN), IAU Working Group for Planetary System Nomenclature. «Gazetteer of Planetary Nomenclature. 1:1 Million-Scale Maps of the Moon» (en anglès).  UAI / USGS, 13-02-2013. [Consulta: 6 abril 2016].
- Andersson, L. E.; Whitaker, E. A.,. NASA Catalogue of Lunar Nomenclature (en anglès).  NASA RP-1097, 1982.
- Blue, Jennifer. «Gazetteer of Planetary Nomenclature» (en anglès).  USGS, 25-07-2007. [Consulta: 2 gener 2012].
- Bussey, B.; Spudis, P.. The Clementine Atlas of the Moon (en anglès).  Nueva York: Cambridge University Press, 2004. ISBN 0-521-81528-2.
- Cocks, Elijah E.; Cocks, Josiah C.. Who's Who on the Moon: A Biographical Dictionary of Lunar Nomenclature (en anglès).  Tudor Publishers, 1995. ISBN 0-936389-27-3.
- McDowell, Jonathan. «Lunar Nomenclature» (en anglès).   Jonathan's Space Report, 15-07-2007. [Consulta: 2 gener 2012].
- Menzel, D. H.; Minnaert, M.; Levin, B.; Dollfus, A.; Bell, B. «Report on Lunar Nomenclature by The Working Group of Commission 17 of the IAU» (en anglès). Space Science Reviews, 12, 1971, pàg. 136.
- Moore, Patrick. On the Moon (en anglès).  Sterling Publishing Co, 2001. ISBN 0-304-35469-4.
- Price, Fred W. The Moon Observer's Handbook (en anglès).  Cambridge University Press, 1988. ISBN 0521335000.
- Rükl, Antonín. Atlas of the Moon (en anglès).  Kalmbach Books, 1990. ISBN 0-913135-17-8.
- Webb, Rev. T. W.. Celestial Objects for Common Telescopes, 6ª edición revisada (en anglès).  Dover, 1962. ISBN 0-486-20917-2.
- Whitaker, Ewen A. Mapping and Naming the Moon (en anglès).  Cambridge University Press, 2003. 978-0-521-54414-6.
- Wlasuk, Peter T. Observing the Moon (en anglès).  Springer, 2000. ISBN 1-85233-193-3.